# Albert Flórián Stadion
Az Albert Flórián Stadion a Ferencváros labdarúgócsapatának stadionja volt. 2007-ig Üllői úti Stadion néven volt ismert. 2007 és 2013 között a kizárólag a Ferencváros csapatában játszó, 1967-ben Aranylabdát nyert Albert Flórián nevét viselte a stadion. 2013-ban a stadiont elbontották, helyére a Groupama Aréna épült.

## Története

### Az első stadion

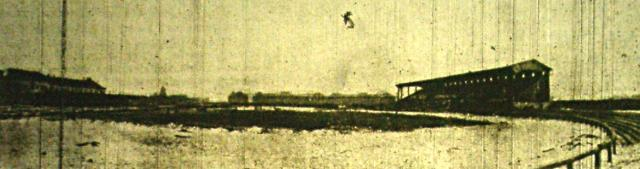
Az első Fradi pálya

Az első stadiont az Üllői úton, az 1910 őszén megindult építkezést követően 1911. február 12-én adták át.
Az első Üllői úti stadionavató mérkőzést az MTK csapata ellen játszotta a Ferencváros. A 2–1-re megnyert mérkőzésen a kezdőcsapat a következő volt: Fritz – Rumbold, Manglitz – Weinber, Bródy, Payer – Szeitler, Weisz, Koródy, Schlosser, Borbás. Az első Üllői úti stadion befogadóképessége 40 000 fő volt.

### A második stadion
1971-ben lebontották a régi lelátókat és megkezdődött egy új labdarúgó-stadion építése. Az új stadion avatására a klub alapításának 75. évfordulóján, egy Ferencváros–Vasas  meccset rendeztek, melyre 1974. május 19-én került sor. A második Üllői úti stadion befogadóképessége 29 505 fő volt (10 771 ülő- és 18 734 állóhely). A 90-es évek elején, a székek felszerelésével csökkent a stadion kapacitása 18 100 főre.

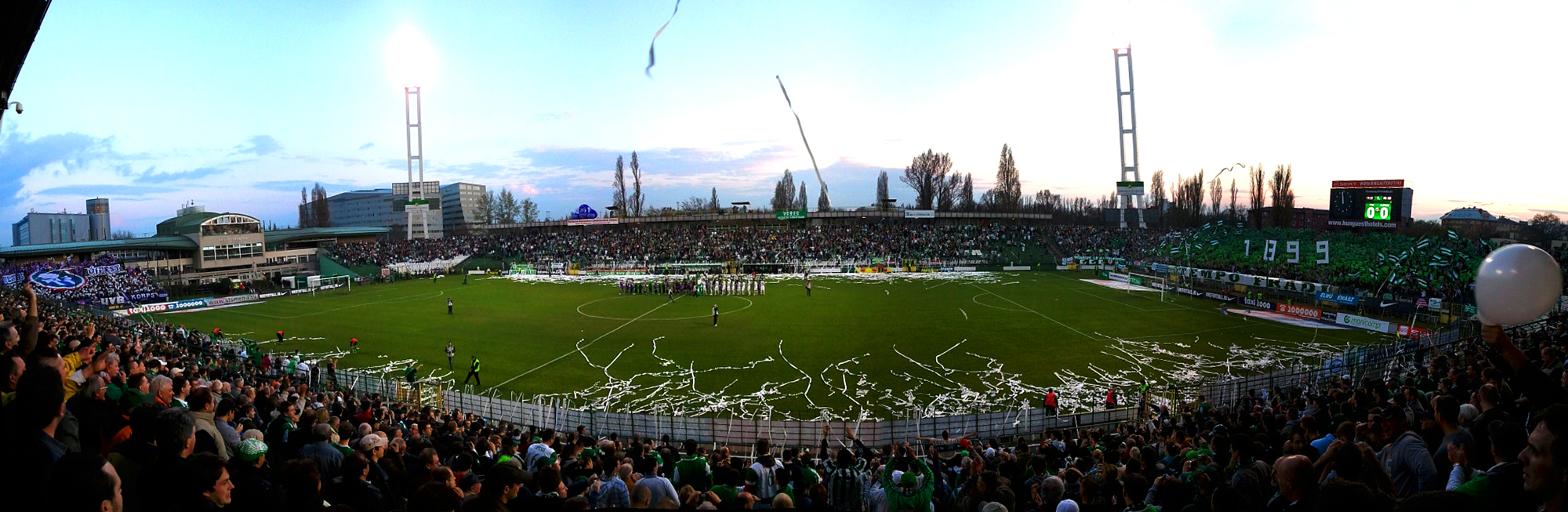
A stadion 2011 tavaszán

2007. december 21-én a korábbi elnevezését (Üllői úti Stadion) Albert Flórián Stadion névre változtatták. Nevét az 1960-as évek világhírű ferencvárosi labdarúgójáról, Albert Flóriánról kapta. A 2008-2009-es szezonra új eredményjelzőt kapott a pálya, mivel a régi teljesen tönkrement. A felavatására a Békéscsaba elleni meccsen került sor.
2013 márciusában a Ferencváros két mérkőzéssel búcsúzott a stadiontól: előbb az Újpestet verték 2–1-re egy bajnoki mérkőzésen, régen látott nézősereg – 17 ezer néző – előtt, majd a Kolozsvár csapata ellen játszották a végső, méltó körítéssel megrendezett búcsúmérkőzést. A csapatok 0–0-s eredményt értek el.
2013. március 28-án elkezdődött az Albert Flórián Stadion bontása és az új stadion alapköve is elhelyezésre került.  2014. július 2-án bejelentették, hogy az új stadion a Groupama Aréna nevet viseli.

## Válogatott mérkőzések a stadionban

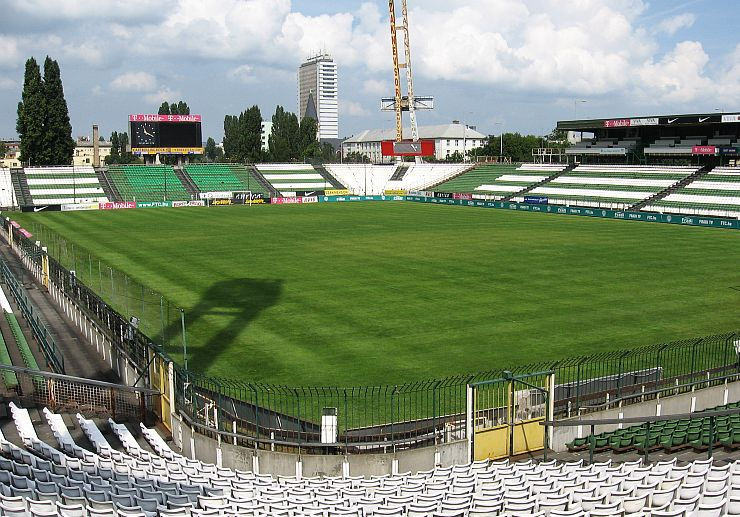
Albert Flórián Stadion

| Dátum                | Kiírás                  | Ellenfél            | Eredmény | Nézőszám |
| -------------------- | ----------------------- | ------------------- | -------- | -------- |
| 1984. május 31.      | Barátságos              | Spanyolország       | 1–1      | 10 000   |
| 1987. december 2.    | 1988-as Eb-selejtező    | Ciprus              | 1–0      | 3000     |
| 1990. március 20.    | Barátságos              | Egyesült Államok    | 2–0      | 12 000   |
| 1992. szeptember 23. | Barátságos              | Izrael              | 0–0      | 3000     |
| 1993. szeptember 8.  | 1994-es vb-selejtező    | Oroszország         | 1–3      | 10 000   |
| 1993. október 27.    | 1994-es vb-selejtező    | Luxemburg           | 1–0      | 2000     |
| 1997. szeptember 10. | 1998-as vb-selejtező    | Azerbajdzsán        | 3–1      | 10 000   |
| 1997. október 29.    | 1998-as vb-pótselejtező | Jugoszlávia         | 1–7      | 17 000   |
| 1998. november 18.   | Barátságos              | Svájc               | 2–0      | 3000     |
| 1999. március 10.    | Barátságos              | Bosznia-Hercegovina | 1–1      | 8000     |
| 1999. március 27.    | 2000-es Eb–selejtező    | Liechtenstein       | 5–0      | 10 000   |
| 1999. augusztus 18.  | Barátságos              | Moldova             | 1–1      | 5000     |
| 1999. szeptember 8.  | 2000-es EB–selejtező    | Azerbajdzsán        | 3–0      | 1500     |
| 2000. február 23.    | Barátságos              | Ausztrália          | 0–3      | 15 000   |
| 2001. április 25.    | Barátságos              | Finnország          | 0–0      | 5500     |
| 2002. november 20.   | Barátságos              | Moldova             | 1–1      | 6000     |
| 2003. november 19.   | Barátságos              | Észtország          | 0–1      | 457      |